# Запис храст код цркве (Мајур)
Запис храст код цркве (Мајур) се налази на парцели чији је власник Српска православна црква - Православна епархија шумадијска - Црквена општина мајурска.

## Локација
| Општина             | Јагодина                                                                    |
| Катастарска општина | Мајур                                                                       |
| Потес               | Доњи Мајур                                                                  |
| Координате          | 43° 56′ 43″ С; 21° 17′ 43″ И / 43.945300000000003° С; 21.295400000000001° И |
| Надморска висина    | 159m                                                                        |

## Карактеристике
Дендрометријске вредности утврђене на терену и сателитским снимцима:
| Стабло                     | Храст |
| Висина стабла              | m     |
| Обим дебла                 | m     |
| Пречник крошње             | 15m   |
| Пречник дебла              | m     |
| Висина дебла до прве гране | m     |

## База записа
Запис је у оквиру Викимедија пројекта "Запис - Свето дрво" заведен под редним бројем 1210.